# 비소케타트리

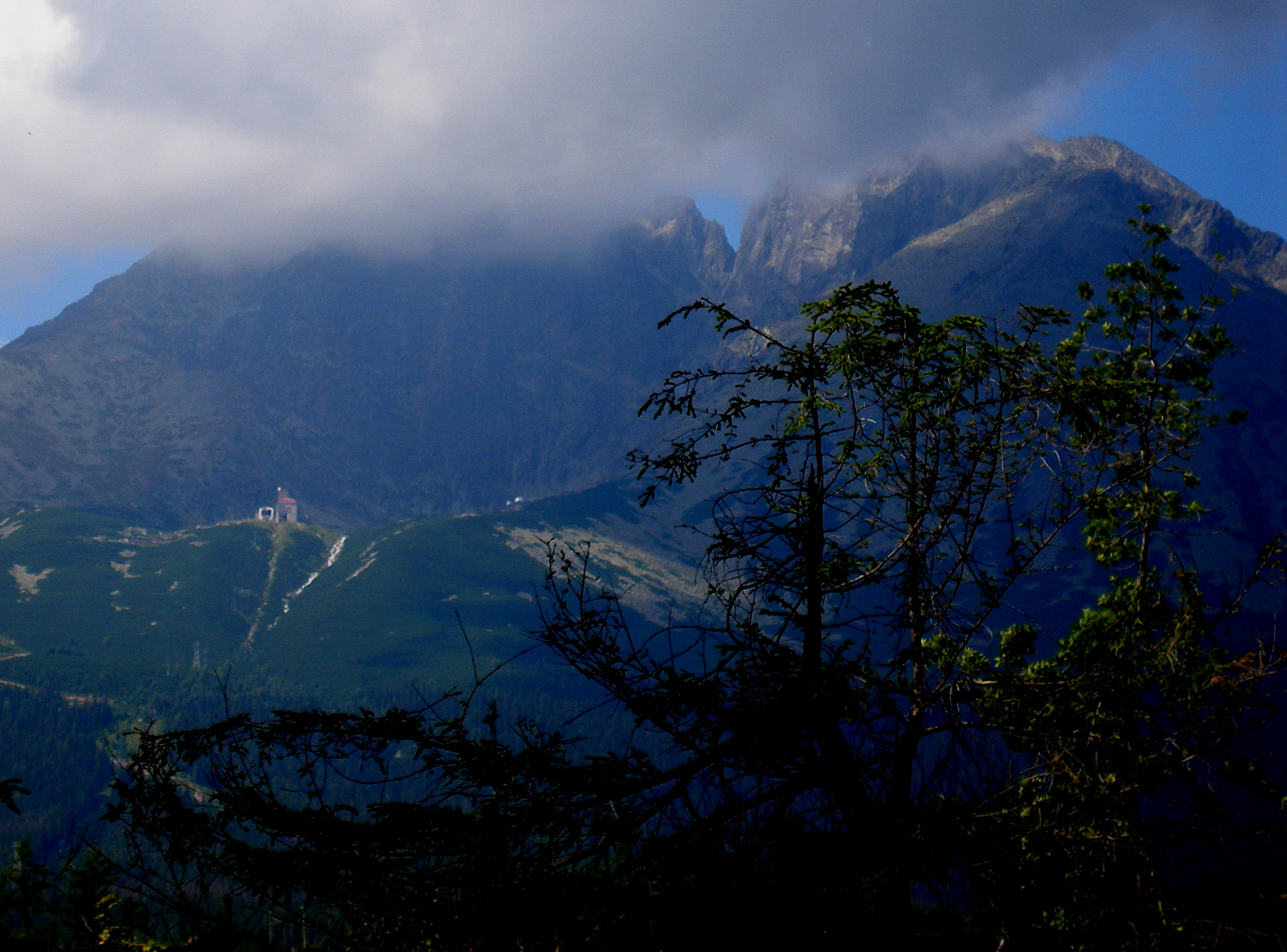
비소케타트리

비소케타트리(슬로바키아어: Vysoké Tatry)는 슬로바키아 프레쇼우주에 위치한 도시로 면적은 360.216km2, 높이는 1,010m, 인구는 4,718명(2005년 기준), 인구 밀도는 13명/km2이다.
1947년에 인근에 있던 지방 자치체들을 통합하면서 설립되었다. 고타트리산맥의 슬로바키아 부분과 접하며 시내에는 리조트 단지가 조성되어 있다.

시 문장

## 자매 도시
- 슬로바키아 코시체
- 슬로바키아 케주마로크
- 슬로바키아 포프라트
- 체코 파르두비체
- 폴란드 자코파네
- 일본 노세가와촌